# Carlo Fiorilli
Carlo Fiorilli (Afragola, 21 agosto 1843 – Arezzo, 18 ottobre 1937) è stato un politico italiano, sottosegretario di Stato all'agricoltura, industria e commercio.

## Biografia
Nacque ad Afragola il 21 agosto 1843 da Francesco, giudice di Cassazione del circondario di Foggia, e da Nicoletta Gargiulo. Studiò Lettere e filosofia, completate il 21 marzo 1860, presso l'Università degli Studi di Napoli Federico II e, successivamente, il 2 gennaio 1868 conseguì la laurea in 
Giurisprudenza. Fiorilli si dedicò alla stesura di studi demografici e sociali, ad esempio nel periodico tedesco Züricher Post.
Il 1º maggio 1873 fu nominato sottosegretario di Stato nel Ministero dell'agricoltura, dell'industria e del commercio dopo aver superato un concorso pubblico; in particolare venne destinato alla Divisione IV, occupandosi, su incarico del ministro Gaspare Finali, di effettuare ricerche economiche e statistiche, pubblicando le Notizie intorno all'ordinamento bancario e al corso forzato negli Stati Uniti d'America e in Russia, dopo aver vinto il concorso per la cattedra di Letteratura italiana nell'Istituto tecnico di Napoli. Quando venne soppresso il Ministero dell'agricoltura, fu trasferito nel Ministero della pubblica istruzione, il 13 dicembre del 1878, raggiungendo il grado di caposezione e fu assegnato alla Divisione istruzione superiore. Il 18 febbraio 1881 sposò Matilde Margherita Ruggiero, poetessa, dalla quale ebbe quattro figli, Carlo, Maria Lavinia, pittrice e acquafortista, Erberto ed Edgardo.
Nel mese di luglio del 1884 fu trasferito alla Direzione generale delle Antichità a belle arti, collaborando con il direttore generale Giuseppe Fiorelli. Dal 1891 al mese di maggio del 1892 ricoprì il ruolo di capo Gabinetto del ministro Pasquale Villari e dal 1º gennaio 1892 direttore capo di divisione. Dal maggio 1892 al giugno 1895 diresse la Divisione musei, 
gallerie, pinacoteche e scavi e nel dicembre 1896 fu per la seconda volta capo di Gabinetto di Emanuele Gianturco e di Giovanni Codronchi Argeli. Dal gennaio 1898 diresse la I Divisione per i musei, le gallerie, le pinacoteche e gli scavi, collaborando con il direttore generale Felice Barnabei. Nel 1889 fu promosso direttore generale e, tra il 30 settembre dello stesso anno e il giugno del 1900, diresse la Direzione generale dell'istruzione primaria e normale; tuttavia ritornò presto al suo ruolo di direttore generale delle Antichità e belle arti fino al marzo del 1906. Fu anche 
membro del Comitato per l'Esposizione universale di Parigi nel dicembre 1900, nel 1903 componente della Commissione reale per l'Esposizione internazionale di Saint Louis, dal marzo 1903 fu inserito nel Consiglio 
superiore di Statistica.